# Megan McArthur
Katherine Megan McArthur (* 30. August 1971 in Honolulu, Hawaii, USA) ist eine US-amerikanische Astronautin.

## Beginn der Karriere
McArthur wuchs in Kalifornien auf und absolvierte 1989 die christliche High School (St. Francis High School) in Mountain View. Daraufhin studierte sie Luft- und Raumfahrttechnik an der University of California, Los Angeles und schloss 1993 mit einem Bachelorgrad ab. Am Standort San Diego erreichte sie 2002 den Doktorgrad in Ozeanografie.
Zwischenzeitlich arbeitete sie an mehreren Forschungsprojekten im Bereich Ozeanografie.

## NASA
2000 wurde sie in die 18. Astronautengruppe der NASA gewählt und zwei Jahre lang als Missionsspezialistin ausgebildet. Ihr Spezialgebiet waren die technischen Gerätschaften des Space Shuttles.
Sie war Verbindungssprecherin (Capcom) für STS-116, für die Außenbordaktivitäten der Mission STS-117, sowie für die Missionen STS-131, STS-134 und STS-135.

### STS-125
McArthur nahm als Missionsspezialistin an der Space-Shuttle-Mission STS-125 teil, die am 11. Mai 2009 zur letzten Wartung des Hubble-Weltraumteleskops startete. Die Landung erfolgte am 24. Mai 2009 auf der Edwards Air Force Base.

### NEEMO 21
Vom 21. Juli bis 5. August 2016 arbeitete sie als Aquanautin während der NEEMO-21-Mission an Bord des Aquarius-Unterwasserlabors.

### SpaceX Crew-2
Ende Juli 2020 wurde sie für die Mission SpaceX Crew-2 eingeteilt, deren Start am 23.  April 2021 stattfand. Die Rückkehr von der International Space Station (ISS) zur Erde erfolgte am 9. November 2021. Mit der Wiederverwendung der SpaceX Crew-2 wurde dieses Raumschiff zum ersten Raumschiff das wiederverwendet wurde.

## Zusammenfassung
| Nr. | Mission       | Funktion           | Flugdatum | Flugdauer      |
| --- | ------------- | ------------------ | --------- | -------------- |
| 1   | STS-125       | Missionsspezialist | 2009      | 12d 21h 38min  |
| 2   | SpaceX Crew-2 | Missionsspezialist | 2021      | 199d 17h 44min |

## Privates
McArthur ist mit dem Astronauten Robert Louis Behnken verheiratet. Das Bergungsschiff Megan von SpaceX ist nach ihr benannt.